# Karl Loube
Karl Loube, né Karl Holoubek le 13 janvier 1907 à Moravský Krumlov et mort le 12 décembre 1983 à Klosterneuburg, est un compositeur, arrangeur, chef d'orchestre et directeur de théâtre autrichien.
Son œuvre comprend des opérettes, comédies musicales, chansons populaires et chansons viennoises, de la musique de films et de télévision ainsi que de nombreux arrangements. Des artistes de renom, tels que Hans Moser ou plus tard Peter Alexander ont chanté I marschier' mit mein Duli-Dulliöh avec beaucoup de succès. Une de ses chansons les plus célèbres est Donaudampfschiffahrtsgesellschaftskapitän.

## Biographie
Fils d'un organiste et directeur d'une école de musique, Karl Loube commence à étudier le piano et l'orgue au Conservatoire de Brno. Son professeur de composition est Leoš Janáček. Plus tard, il poursuit ses études à Académie de musique et des arts du spectacle de Vienne, dans la classe de piano d'Emil von Sauer. Pour financer ses études, il se tourne vers la musique populaire et travaille comme pianiste, arrangeur et compositeur dans les boîtes de nuit. Loube devient chef d'orchestre au Burgtheater de Vienne ainsi qu'au Wiener Stadttheater dont il devient, en 1947, le directeur. En 1949, il fonde un orchestre de 40 musiciens, Rot-Weiß-Rote Tanzorchester qui prend plus tard le nom de Großes RWR Tanz- und Unterhaltungsorchester, qu'il dirige de 1952 à 1955. En effet, en 1952, il est nommé chef du département « divertissement » de la station de radio contrôlée par les États-Unisen Autriche occupée : la Rot-Weiß-Rot (RWR). Son répertoire est varié. Il accompagne, entre autres, Peter Alexander, Evelyn Künneke, Leila Negra, avec lesquels il réalise des enregistrements. Il joue de la musique de danse inédite, de la musique légère et des arrangements de concert de mélodies célèbres.
Sa femme Lucie est, pendant de nombreuses années présidente de l'Association viennoise de protection des animaux.

## Œuvres principales

### Opérettes et comédies musicales
- Das Fräulein mit dem Koffer, 1941, Wiener Stadttheater
- Brasilianischer Kaffee, livret de Franz Paul et Fritz Eckhardt, 1942, Wiener Kammerspiele
- Drei blaue Augen, livret de Géza von Cziffra, 1942, Wiener Stadttheater
- Ohne Geld wär’ ich reich,  Opérette en 6 tableaux de Rudolf Oesterreicher, 1948, Raimundtheater
- Franziska wird energisch, livret de' Ernst A. Welisch, 1943, Wiener Stadttheater

### Musique de film et de télévision
- 1955 : Königswalzer
- 1955 : Die Sennerin von St. Kathrein
- 1955 : Geheimnis einer Ärztin
- 1955 : Achtung Rauschgift
- 1956 : Holiday am Wörthersee
- 1956 : Hurra – die Firma hat ein Kind
- 1957 : August, der Halbstarke
- 1957 : Bauerndoktor von Bayrischzell
- 1959 : Immer die Mädchen
- 1959 : Kein Mann zum Heiraten'
- 1962 : Der Pastor mit der Jazztrompete
- 1971 : Wenn der Vater mit dem Sohne, série télévisée
- 1973 : Hallo – Hotel Sacher … Portier!, série télévisée

### Autres
Karl Loube a composé d’innombrables chansons, danses, de la musique légère, ... encore connues du public germanophone.